# Quarterback (bande dessinée)
Pour l’article homonyme, voir Quarterback.
Quarterback est une série de bande dessinée française, publiée de 2000 à 2003 chez Delcourt dans la Collection Sang Froid.
- Scénario : David Chauvel
- Dessin : Malo Kerfriden
- Couleurs : Christophe Araldi (tomes 2 à 4), Isabelle Cochet (tome 1)

## Albums
- Tome 1 : Wade Mantle (2000)[1]
- Tome 2 : Ralph Aparicio (2001)
- Tome 3 : Red Greenberg (2002)
- Tome 4 : Smokey Vaughan (2003)

## Publication

### Éditeurs
- Delcourt (Collection Sang Froid) : Tomes 1 à 4 (première édition des tomes 1 à 4).